# Slaget om Pennsylvania
Slaget om Pennsylvania är beteckningen på ishockeymatcherna mellan Philadelphia Flyers och Pittsburgh Penguins, vars lag är baserade i delstaten Pennsylvania i USA. Båda klubbarna spelar i NHL:s Metropolitan Division, vilket leder till att de möter varandra flera gånger under en säsong. Rivaliteten startade 1967 när NHL utökade ligan med ytterligare sex lag, där Flyers och Penguins var två av dem. Flyers och Penguins har mötts i Stanley Cup-slutspelet fyra gånger under de senaste tio säsongerna från 2008 till 2018, vilket har ökat rivaliteten.